# گورنو تراپه
گورنو تراپه (به بلغاری: Gorno Trape) یک منطقهٔ مسکونی در بلغارستان است که در شهرستان ترویان واقع شده‌است.